# Battaglia di Mehrnbach
La Battaglia di Mehrnbach (nota anche come Battaglia di Ried) del 30 ottobre 1805 vide l'avanguardia francese comandata da Marc Antoine de Beaumont impegnarsi in un distaccamento di retroguardia austro-russa durante la Guerra della terza coalizione.

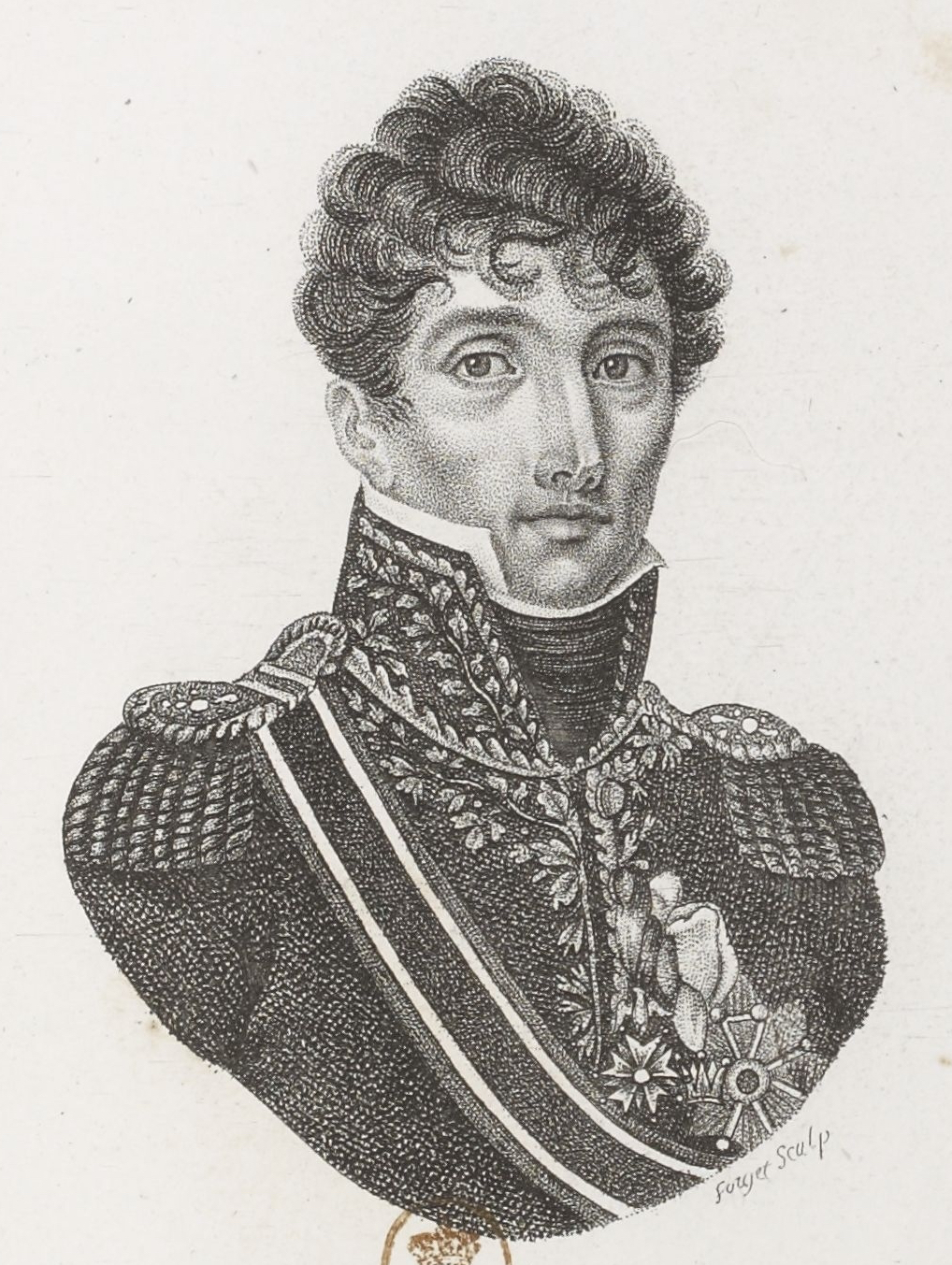
Marc-Antoine de Beaumont

## Antefatti
La Battaglia di Mehrnbach ebbe luogo poco dopo la resa delle truppe austriache a Ulma, da dove la strada per Vienna era aperta alla Grande Armata. Le truppe francesi e bavaresi seguirono le unità austriache in ritirata comandate da Michael von Kienmayer, che si erano unite alle truppe russe a Braunau. A Braunau Maximilan von Merveldt prese il comando delle truppe austriaci e le guidò verso Vienna.

## Battaglia
Le truppe francesi in partenza da Braunau marciarono sulla strada per Ried. A capo della colonna c'era il 1º reggimento di Chasseurs à Cheval e l'8º e il 12º reggimento di Dragoon. Accanto alla cavalleria marciava un distaccamento di fanteria del Corpo di Davout (due battaglioni del 17º reggimento di fanteria di linea e due battaglioni del 30º reggimento di fanteria di linea). Sono stati incontrati nei dintorni di Mehrnbach da un'unità di cavalleria austriaca posizionata sulle alture. Gioacchino Murat e la sua cavalleria attaccarono la cavalleria austriaca e la rigettarono indietro. Allo stesso tempo, una compagnia di fanteria austriaca posizionata di fronte a Mehrnbach si arrese ai francesi. Il giornale statale ufficiale francese Moniteur ha descritto i combattimenti insignificanti come la vittoriosa "battaglia di Ried".

## Conseguenze
Le truppe austro-russe non sono state in grado di fermare le truppe che avanzano rapidamente della Grande Armata. Lo stesso giorno i francesi occuparono la città di Ried e marciarono più a ovest, dove si scontrarono di nuovo con gli alleati della coalizione a Gaspoltshofen.